# Synagoge (Simmern)
Die Synagoge in Simmern, der Kreisstadt des Rhein-Hunsrück-Kreises in Rheinland-Pfalz, war eine Synagoge, die 1911 gebaut und während der Novemberpogrome 1938 zerstört wurde. Die Synagoge stand in der Hunsgasse 3.

## Geschichte
Eine erste Synagoge wurde vermutlich um 1800 in der Hunsgasse erbaut. 1911 ließ die jüdische Gemeinde Simmern die alte Synagoge und das daneben stehende Schächthaus abbrechen, um an derselben Stelle die neue Synagoge zu errichten.
Die Pläne der Synagoge wurden von Baugewerksmeister Emil Klein aus Simmern erstellt. Die Grundsteinlegung war am 29. Mai 1911 und am 17. November des gleichen Jahres fand die feierliche Einweihung statt.

## Architektur
Der giebelständige Putzbau auf einem Bruchsteinsockel ist vom Jugendstil beeinflusst. Ecklisenen aus Quadersteinen und ein Zahnfries unter dem profilierten Traufgesims rahmten die Fassade. An der Ostfassade war der halbrunde, durch drei rundbogige Blendnischen gegliederte Toraerker ersichtlich. Er wurde auf beiden Seiten von je einem Fenster flankiert und darüber war ein gestaffeltes Dreierfenster, über dem sich ein rundes Blendfenster mit Davidstern befand. Dieser Giebel wurde von den Gesetzestafeln bekrönt. Gut sichtbar stand auf dem Giebel folgende Inschrift: Mein Haus soll ein Bethaus genannt werden für alle Völker der Erde (Jesaja 56,7). Alle Fenster, auch die je vier hohen und schmalen der Längsseiten, waren kreisförmig abgeschlossen.

## Zeit des Nationalsozialismus
Beim Novemberpogrom 1938 wurde die Synagoge durch einen auswärtigen SA-Trupp angezündet und brannte völlig aus. Die Ruine wurde 1950 abgebrochen.

## Gedenken
1988 wurde vor dem Schloss in Simmern ein Mahnmal zur Erinnerung an die Synagoge eingeweiht.